# 서상기 (정치인)
서상기(徐相箕, 1946년 1월 29일 ~ , 대구 북구)는 대한민국 정치인이다. 한나라당 비례대표로 제17대 국회의원이 되었고, 새누리당으로 대구 북구에 출마하여 제18대, 제19대 국회의원으로 당선되었다.

## 학력
- 대구칠성국민학교 졸업
- 대구 경북중학교 졸업
- 서울 경기고등학교 졸업
- 서울대학교 공대 졸업
- 미국 웨인 주립 대학교 대학원 석사
- 미국 드렉셀 대학교 대학원 공학 박사

## 경력
- 1976년 ~ 1981년: 미국 포드 자동차 회사 선임연구원
- 1992년 ~ 1998년: 한국기계연구원 원장
- 국제가치평가사(CVA)
- 기업·기술가치평가사
- 1999년 ~ 2004년: 호서대학교 환경안전공학부 교수
- 국가과학기술자문회의 자문위원
- 2008년 6월 ~ 2010년 7월: 한나라당 대구시당 위원장
- 2010년 8월 ~ 2012년 2월: 한나라당 교육과학기술정책조정위원회 위원장
- 2010년 9월: 한나라당 과학기술특별위원회 위원장
- 2011년 2월 24일: 한국우주소년단 총재
- 2012년 1월 16일: 한국대학야구연맹 초대회장
- 2012년 2월: 새누리당 교육과학기술정책조정위원회 위원장
- 2012년 7월: 사랑의 장기기증운동본부 홍보대사
- 2013년 4월 2일 ~ 2015년 1월: 국민생활체육회 제9대 회장
- 2017년 3월 ~ 2021년 3월: 한국청소년단체협의회 회장
- 한국과학우주청소년단 총재
- 대한체육회 상임고문
- 대한민국헌정회 정책연구위원회 부의장

## 의정 활동
2004년 5월 ~ 2008년 5월 제17대 한나라당 비례대표 국회의원으로 당선되어 17대 4년동안 국회과학기술정보통신위원회 위원이자 전반기 간사를 맡았다.
이명박 대통령후보 과학기술정보통신분과 위원장으로 활동했고, 2008년 4월 9일 제18대 총선에서 대구북구을에 출마 재선으로 당선되었다.
2008년 한나라당 대구시당 위원장을 역임했으며, 18대 국회 교육과학기술위원회 간사이자, 국회 디지털포럼 회장을 맡았다.
2012년 4월 11일 19대 총선에서도 대구 북구을에 출마하여 당선, 3선의원이 되었다.
2012년 7월 9일 열린 국회 본회의에서 19대 전반기 정보위원장으로 선출되었다.

## 수상
- 1983년 국민훈장 동백장
- 2013년 대한민국우수국회의원대상 대상
- 2015년 제3회 국회의원 아름다운 말 선플상

## 역대 선거 결과
|  | 35.76% |

|  | 86.29% |

|  | 58.57% |

|  | 3.14% |

## 소속 정당
| 소속 정당 | 소속 정당  | 소속 기간 | 비고      |
| --------- | ---------- | --------- | --------- |
|           | 한나라당   | 2004~2012 | 정계 입문 |
|           | 새누리당   | 2012~2017 | 당명 변경 |
|           | 자유한국당 | 2017~2020 | 당명 변경 |
|           | 미래통합당 | 2020      | 합당      |
|           | 무소속     | 2020~현재 | 탈당      |

## 같이 보기
- 대한민국 제17대 국회의원 선거 한나라당 후보 목록#비례대표
- 북구 을 (대구)
- 대구 북구의 국회의원